# Sō Aono
Pour les articles homonymes, voir Aono.
Sō Aono (青野 聰, Aono Sō), né le 27 juillet 1943 dans la préfecture de Tokyo, est un écrivain japonais.  

## Biographie
Troisième fils du célèbre critique littéraire Suekichi Aono et de Matsue Matsui, Aono naît à Tokyo. Sa mère meurt lorsqu'il a deux ans et il est élevé par sa belle-mère. Aono étudie la littérature japonaise à l'université Waseda, mais quitte l'université sans diplôme, pour voyager. Il se rend en Europe et en Afrique du Nord et rentre au Japon en 1971 pour faire ses débuts en tant qu'écrivain.
De 1972 à 1977, il voyage de nouveau à travers l'Europe. De retour au Japon, il publie des œuvres littéraires et critiques. Il enseigne actuellement comme professeur de littérature à l'université des beaux-arts Tama in Tokyo. Il est marié à l'actrice Moe Kamura (佳村 萌).
Avec Haruki Murakami, Ryū Murakami ainsi que Emi Yamada et Banana Yoshimoto, Aono compte parmi les écrivains japonais remarquables des années 1980 et 1990, également appelé « les Internationaux » dont le but est de rendre le Japon international.
Aono a traduit des titres de Charles Bukowski en japonais. Il est par ailleurs membre des comités de sélection du prix Mishima et du prix Taiko Hirabayashi.
Dans son roman Haha yo (« Mère où es-tu? ») paru en 1991, Aono évoque le danger des centrales nucléaires de Fukushima avec ces mots : « Si un accident se produisait, cette région, qui n'est pas éloignée de la côté, serait impuissante face à la catastrophe. »

## Prix et distinctions
- 1979 Prix Akutagawa pour Gusha no yoru (愚者の夜, Night of the Fools)[3]
- 1984 Prix Noma- de littérature pour nouveaux écrivains Haha kara no koe (女からの声)
- 1998 Prix artistique du ministère de l'éducation et de l'enseignement pour Ningen no itonami (人間のいとなみ).
- 1991 Prix Yomiuri de littérature pour Haha yo (母よ).

### Traductions
- 1994 Charles Bukowski : Machi de ichiban no bijo (町でいちばんの美女, « La plus belle femme de la ville »)
- 1995 Charles Bukowski : Arikitari no kyōki no monogatari (ありきたりの狂気の物語, «Mauvais perdant »)

## Source de la traduction
- (de) Cet article est partiellement ou en totalité issu de l’article de Wikipédia en allemand intitulé « Sō Aono » (voir la liste des auteurs).